# حمام قلعه شیشه
حمام قلعه شیشه مربوط به اواخر دوره قاجار است و در شهرستان میان‌جلگه، دهستان بلهرات، روستای قلعه شیشه واقع شده و این اثر در تاریخ ۳ خرداد ۱۳۸۶ با شمارهٔ ثبت ۱۹۱۱۴ به‌عنوان یکی از آثار ملی ایران به ثبت رسیده است  با تشکر فراوان از اقای محسن کمالیفرد.